# Proinsias De Rossa
Proinsias De Rossa (ur. 15 maja 1940 w Dublinie) – irlandzki polityk, były minister polityki społecznej, poseł do Parlamentu Europejskiego III, V, VI i VII kadencji.

## Życiorys
Ukończył studia w Dublin Institute of Technology.
W młodości był działaczem Sinn Féin, a po jej rozłamie w 1969 – tzw. Oficjalnej Sinn Féin i jej kontynuatorek: Partii Robotniczej (1982–1992) i Demokratycznej Lewicy (1992–1997). Pełnił funkcję przewodniczącego tej ostatniej aż do jej zjednoczenia z Partią Pracy.
W latach 1982–2002 był posłem do Dáil Éireann. Sprawował urząd ministra polityki społecznej w koalicyjnym rządzie Demokratycznej Lewicy z Fine Gael i Partią Pracy w latach 1994–1997. W okresie 1989–1992 i ponownie od 1999 wykonywał mandat posła do Parlamentu Europejskiego. Był członkiem Konwentu Europejskiego w latach 2002–2003. Od 1999 do 2004 pełnił funkcje wiceprzewodniczącego Komisji Petycji oraz grupy Partii Europejskich Socjalistów. 1 lutego 2012 zrezygnował z zasiadania w Europarlamencie.